# Journey of the Dúnadan
Journey of the Dúnadan es el primer álbum de estudio de la banda estadounidense Glass Hammer, publicado en 1993. Para sorpresa de sus propios autores, el álbum vendió varios miles de copias, especialmente vía Internet, compra por televisión y por catálogo. Se trata de un álbum conceptual que narra la historia de la novela El Señor de los Anillos, de J. R. R. Tolkien, pero desde la perspectiva de uno de sus personajes principales: el dúnadan Aragorn.

## Lista de canciones
| Pistas del álbum conceptual: |                                 |          |  |
| N.º                          | Título                          | Duración |  |
| 1.                           | «Shadows of the Past»           | 3:19     |  |
| 2.                           | «Something's Coming»            | 3:18     |  |
| 3.                           | «Song of the Dúnadan»           | 9:14     |  |
| 4.                           | «Fog on the Barrow-Downs»       | 2:34     |  |
| 5.                           | «The Prancing Pony»             | 1:13     |  |
| 6.                           | «The Way to Her Heart»          | 3:32     |  |
| 7.                           | «The Ballad of Balin Longbeard» | 3:40     |  |
| 8.                           | «Rivendell»                     | 3:31     |  |
| 9.                           | «Khazad-dûm»                    | 1:24     |  |
| 10.                          | «Nimrodel»                      | 4:58     |  |
| 11.                          | «The Palantír»                  | 6:39     |  |
| 12.                          | «Pelennor Fields»               | 4:26     |  |
| 13.                          | «Why I Cry (Arwen's Song)»      | 5:20     |  |
| 14.                          | «Andúril»                       | 2:03     |  |
| 15.                          | «Morannon Gate»                 | 5:41     |  |
| 16.                          | «The Return of the King»        | 7:56     |  |
| 17.                          | «Why I Cry» (single edit)       | 3:59     |  |
| 1:12:42                      |                                 |          |  |

## Créditos
En el álbum intervienen los siguientes intérpretes:
- Fred Schendel: voces, órgano, teclado, guitarra acústica, grabación y tambor;
- Stephen DeArqe: voces, sintetizador, bajo, trurus pedal, guitarra medieval y percusión;
- Piper Kirk: voces;
- Michelle Young: voces;
- Basil Clouse: bajo en «The Palantír» y «Return of the King»;
- David Carter: guitarra eléctrica en «Morannon Gate»;
- Rod Lambert: violín eléctrico en «The Palantír»;
- Tony Mac: programación de ritmos en «Return of the King».